# Tokio-Marathon 2007
| 1. Tokio-Marathon     | 1. Tokio-Marathon         |
| --------------------- | ------------------------- |
| Stadt                 | Tokio, Japan              |
| Datum                 | 18. Februar 2007          |
| Distanz               | 42,195 Kilometer          |
| Sieger                |                           |
| Männer                | Daniel Njenga (2:09:45 h) |
| Frauen                | Hitomi Niiya (2:31:02 h)  |
| Tokio-Marathon 2008 → |                           |
| Website               | Offizielle Website        |

Der Tokio-Marathon 2007 (jap. 東京マラソン2007, Tōkyō Marason 2007) war die erste Ausgabe der seitdem jährlich stattfindenden Laufveranstaltung in der japanischen Hauptstadt Tokio. Der Marathon fand am 18. Februar 2007 statt.
Bei den Männern gewann Daniel Njenga in 2:09:45 h, bei den Frauen Hitomi Niiya in 2:31:02 h.

## Ergebnisse

### Männer
| Platz | Athlet             | Land      | Zeit (h) |
| ----- | ------------------ | --------- | -------- |
| 01    | Daniel Njenga      | Kenia     | 2:09:45  |
| 02    | Tomoyuki Satō      | Japan     | 2:11:22  |
| 03    | Satoshi Irifune    | Japan     | 2:12:44  |
| 04    | Masashi Hayashi    | Japan     | 2:15:28  |
| 05    | Kazuyoshi Tokumoto | Japan     | 2:15:55  |
| 06    | Vanderlei de Lima  | Brasilien | 2:16:08  |
| 07    | Seiji Kobayashi    | Japan     | 2:17:13  |
| 08    | Manabu Itayama     | Japan     | 2:17:29  |
| 09    | Koji Konan         | Japan     | 2:18:03  |
| 10    | Taye Moges         | Äthiopien | 2:18:20  |

### Frauen
| Platz | Athletin       | Land                   | Zeit (h) |
| ----- | -------------- | ---------------------- | -------- |
| 01    | Hitomi Niiya   | Japan                  | 2:31:02  |
| 02    | Mari Tanigawa  | Japan                  | 2:49:54  |
| 03    | Tanaka Hikaru  | Japan                  | 2:50:02  |
| 04    | Myanna Lennon  | Vereinigtes Königreich | 2:52:05  |
| 05    | Yuko Arimori   | Japan                  | 2:52:45  |
| 06    | Yumiko Suda    | Japan                  | 2:55:31  |
| 07    | Abe Michiyo    | Japan                  | 2:56:14  |
| 08    | Junko Kataoka  | Japan                  | 2:56:20  |
| 09    | Mami Kudo      | Japan                  | 2:57:03  |
| 10    | Mitsuko Hirose | Japan                  | 2:57:21  |